# Майкл Гоув
Майкл Ендрю Ґоув (англ. Michael Andrew Gove; нар. 26 серпня 1967, Единбург, Шотландія) — британський політик-консерватор, міністр освіти в 2010–2012 та міністр юстиції в уряді Девіда Камерона в 2015–2016 роках, член парламенту від округу Суррей Хіт, один з лідерів кампанії за вихід Великої Британії з ЄС. Він також є автором і колишнім журналістом газети The Times.
Ранні роки провів у Абердині. Він закінчив Оксфордський університет (був президентом Оксфордського союзу) і почав свою кар'єру як журналіст. Він був уперше обраний до парламенту у 2005 році від безпечного для Консервативної партії округу Суррей Хіт у Південно-Східній Англії. Пізніше він був призначений до тіньового уряду Девіда Кемерона у 2007 році міністром у справах дітей, шкіл і сімей. Після формування коаліційного уряду у 2010 році, Ґоув став міністром освіти.